# Magarougou
Magarougou est une localité située dans le département de Kossouka de la province du Yatenga dans la région Nord au Burkina Faso.

## Géographie
Magarougou est situé à 4 km au nord-est de Kossouka, le chef-lieu du département, et à 10 km à l'est de Séguénéga. Le village est également à 2 km au nord de la route nationale 15.

## Économie
L'économie de Magarougou est en partie liée à l'activité de son marché.

## Santé et éducation
Le centre de soins le plus proche de Magarougou est le centre de santé et de promotion sociale (CSPS) de Kossouka tandis que le centre médical avec antenne chirurgicale (CMA) de la province se trouve à Séguénéga.